# Chance Beaubouef
Chance Beaubouef (ur. 5 marca 1982) – amerykański łucznik, dwukrotny halowy mistrz świata. Startuje w konkurencji łuków bloczkowych.
Największym jego osiągnięciem jest halowe mistrzostwo świata w 2009 roku w Rzeszowie, gdzie zdobył złoty medal indywidualnie i drużynowo. 